# 片翼の瞳
『片翼の瞳』（かたよくのひとみ）は、ナナセによる日本のケータイ小説作品。

## 概要
2007年10月にメディアワークスより文庫化、ハードカバーでの書籍化がされた。続編も著者のホームページ内で公開中である。魔法のiらんど文庫の創刊時に文庫化。

## あらすじ

### 本編
高校2年生の早瀬瞳(ﾊﾔｾ　ﾋﾄﾐ)は、実の兄、聖(ﾋｼﾞﾘ)に恋心を抱いていた。聖が瞳の通う高校に教育実習生としてやって来た。その後、聖の恋人という女性が現れる。兄妹とわかっていながらも惹かれ合うふたりに待つ結末とは……。

### 続編
『賭けた恋』
『片翼の瞳』から2年……。20歳になった瞳と22歳になった聖は再び付き合い始める。2年前の約束を果たすために……。

## 書籍
- 文庫全3巻 （メディアワークス、魔法のiらんど文庫）
- ハードカバー上下巻 （メディアワークス）